# Домінік Монаган
Домінік Бернард Патрік Люк Монаґан(англ. Dominic Bernard Patrick Luke Monaghan; нар. 8 грудня 1976, Берлін, Німеччина) — англійський актор кіно і телебачення, відомий за кінотрилогією «Володар перснів» (2001–2003) та завдяки серіалу «Загублені» (2004–2010). Номінант премії «Еммі» (2014).

## Життєпис
Домінік Монаґан народився у Берліні, Німеччина. Мати — медсестра, батько — вчитель. У Монаґана є старший брат — Метью, за професією — вчитель, співак і музикант. Коли Домініку було 11 років, його сім'я переїхала до Великого Манчестера, а після цього — у сам Манчестер. Домінік вільно володіє двома мовами — англійською і німецькою.
Бажання стати актором у Домініка з'явилося ще у дитинстві після перегляду «Зоряних війн». У школі він грав в різних постановках, таких як: «Пригоди Олівера Твіста» і «Різдвяна пісня у прозі». Як актор, Домінік Монаґан відомий ролями Меріадока Брендібака у трилогії «Володар перснів», Чарлі Пейса у драмі «Загублені» і Саймона Кемпоса у серіалі «Згадай, що буде».
У 2010 році у кліпі Емінема знявся з Меган Фокс «Love The Way You Lie».

### Особисте життя
З 2004 року зустрічався з Еванджелін Ліллі. У 2005 році відбулася їх заручини. У їхніх стосунках був період розставання, але у 2008 році вони знову були разом, проте пізніше розлучилися остаточно.

## Фільмографія

### Актор
| Рік       |    | Українська назва                                | Оригінальна назва                                                                  | Роль                              |
| --------- | -- | ----------------------------------------------- | ---------------------------------------------------------------------------------- | --------------------------------- |
| 2021      | ф  | Волдо                                           | Last Looks                                                                         | Уоррен Гомес                      |
| 2019      | ф  | Зоряні війни: Скайвокер. Сходження              | Star Wars: The Rise of Skywalker                                                   | Бомонт                            |
| 2019      | ф  |                                                 | Radioflash                                                                         | Кріс                              |
| 2018      | с  |                                                 | Bite Club                                                                          | Стівен Ленглі (8 епізод.)         |
| 2018      | ф  |                                                 | Waterlily Jaguar                                                                   | Білл                              |
| 2018      | ф  | Німий                                           | Mute                                                                               | Освальд                           |
| 2017      | тф |                                                 | A Midsummer's Nightmare                                                            | Майк Пак                          |
| 2017      | с  | Софія Прекрасна                                 | Sofia the First                                                                    | Фіг (1 епізод, голос)             |
| 2017      | ф  |                                                 | Atomica (Deep Burial)                                                              | Робінсон                          |
| 2016      | с  | Квантовий розлом                                | Quantum Break                                                                      | Вільям Джойс (4 епізоди)          |
| 2016      | вг |                                                 | Quantum Break                                                                      | Вільям Джойс (голос)              |
| 2016      | ф  |                                                 | Pet                                                                                | Сет                               |
| 2015      | с  | Код 100                                         | The Hundred Code                                                                   | Детектив Тонні Конлі (12 епізод.) |
| 2015      | ф  | Моллі Мун і чарівний підручник гіпнозу          | Molly Moon and the Incredible Book of Hypnotism                                    | Нокман                            |
| 2014      | ф  | Хоббіт: Битва п'яти воїнств                     | The Hobbit: The Battle of the Five Armies                                          | Laketowner                        |
| 2012      | с  |                                                 | Talking Classics                                                                   | Продюсер (1 епізод)               |
| 2012      | с  |                                                 | Childrens Hospital                                                                 | Орен Маестро (1 епізод)           |
| 2012      | с  |                                                 | The Unknown                                                                        | Марк Нікель (6 епізод.)           |
| 2012      | ф  | Солдати удачі                                   | Soldiers of Fortune                                                                | Томмі Сін                         |
| 2012      | ф  | Турне мільйонера                                | The Millionaire Tour                                                               | Каспер                            |
| 2011      | ф  | Судний день                                     | The Day                                                                            | Рік                               |
| 2011      | с  |                                                 | Goodnight Burbank                                                                  | Пол Лінч (7 епізод.)              |
| 2011      | ф  | Покарання (фільм)                               | Detention                                                                          | Соліст «The Drunges»              |
| 2010      | с  | Top Gear: USA (телешоу)                         | Top Gear: USA                                                                      | Домінік Монаган                   |
| 2009—2010 | с  | Проблиски майбутнього                           | FlashForward                                                                       | Саймон Кемпос (18 епізод.)        |
| 2004—2010 | с  | Загублені                                       | Lost                                                                               | Чарлі Пейс (74 епізод.)           |
| 2009      | ф  | Люди-Х: Росомаха                                | X-Men Origins: Wolverine                                                           | Кріс Бредлі / Болт                |
| 2009      | с  | Чак                                             | Chuck                                                                              | Тайлер Мартін (1 епізод)          |
| 2008      | ф  | Я торгую мерцями                                | I Sell the Dead                                                                    | Артур Блейк                       |
| 2006      | вг |                                                 | The Lord of the Rings: The Battle for Middle-earth II — The Rise of the Witch-king | Меріадок Брендіцап (голос)        |
| 2006      | с  |                                                 | The Late Late Show with Craig Ferguson                                             | Кріс Веллінгтон (1 епізод)        |
| 2006      | вг |                                                 | The Lord of the Rings: The Battle for Middle-Earth II                              | Меріадок Брендіцап (голос)        |
| 2005      | ф  |                                                 | Shooting Livien                                                                    | Оуен Скотт                        |
| 2004      | вг |                                                 | The Lord of the Rings: The Battle for Middle-Earth                                 | Меріадок Брендіцап (голос)        |
| 2004      | ф  | Співс                                           | Spivs                                                                              | Goat                              |
| 2004      | ф  |                                                 | The Purifiers                                                                      | Сол                               |
| 2003      | ф  | Володар перснів: Повернення короля              | The Lord of the Rings: The Return of the King                                      | Меррі                             |
| 2003      | вг |                                                 | The Lord of the Rings: The Return of the King                                      | Меріадок Брендіцап (голос)        |
| 2003      | кф | Кошмар безсоння                                 | An Insomniac's Nightmare                                                           | Джек                              |
| 2002      | ф  | Володар перснів: Дві вежі                       | The Lord of the Rings: The Two Towers                                              | Меррі                             |
| 2001      | ф  | Володар перснів: Хранителі Персня               | The Lord of the Rings: The Fellowship of the Ring                                  | Меррі                             |
| 2000      | с  | Монсеньйор Ренар (мінісеріал)                   | Monsignor Renard                                                                   | Етьєн П'єр Роллінгер (3 епізоди)  |
| 2000      | с  | Полювання на Йоркширського різника (мінісеріал) | This Is Personal: The Hunt for the Yorkshire Ripper                                | Джиммі Фьюрі (2 епізоди)          |
| 1996—1998 | с  |                                                 | Hetty Wainthropp Investigates                                                      | Джоффрі (27 епізод.)              |
| 1997      | с  |                                                 | Screen One                                                                         | Саша (1 епізод)                   |

### Музичні та інші відео
| Рік  | Назва                                                                 | Виконавець       | Примітки                   |
| ---- | --------------------------------------------------------------------- | ---------------- | -------------------------- |
| 2011 | Самозахист від збоченців (Ray Amsley's Self Defense Against Perverts) | Рей Емслі        | збоченець                  |
| 2010 | Love the Way You Lie                                                  | Eminem та Ріанна | Роль – Маршалл Брюс Метерз |

### Продюсер та інше
| Рік  |    | Українська назва                            | Оригінальна назва                 | Роль                            |
| ---- | -- | ------------------------------------------- | --------------------------------- | ------------------------------- |
| 2017 | ф  |                                             | Atomica (Deep Burial)             | виконавчий продюсер             |
| 2014 | с  | Дикі речі з Домініком Монаганом (документ.) | Wild Things with Dominic Monaghan | виконавчий продюсер (10 епізод) |
| 2012 | с  |                                             | The Unknown                       | продюсер (2 епізоди)            |
| 2003 | кф |                                             | The Long and Short of It          | сценарист                       |

## Цікаві факти
- У п'ятнадцять років батько дав йому книгу «Володар перснів» і сказав, що дає йому пів року на її прочитання. Домінік прочитав за два місяці. Пізніше, цей твір приніс йому популярність — крім зйомок у фільмі Домінік брав участь у написанні сценарію разом з колегою по фільму Біллі Бойдом[5].
- Після зйомок у «Володарі перснів» Домініку почали пропонувати безліч ролей казкового і фентезійного характеру. Йому ж хотілося зіграти «людську» роль, якою у підсумку стала роль Чарлі у «Загублені».
- При зйомках у серіалі «Проблиски майбутнього», Домінік знову не захотів повторюватися і попросив продюсерів серіалу зробити свого персонажа як можна менш схожим на Чарлі.
- Вболівальник футбольного клубу «Манчестер Юнайтед»
- Великий шанувальник музики.
- Любить комах.
- Любить займатися серфінгом.
- Домінік — непохитний любитель природи. У нього є власний ліс в Індії, і він працював з групою захисту прав тварин «РЕТА».
- Домінік є великим фанатом групи The Beatles. На честь двох пісень цієї групи він зробив собі цитати-татуювання.
- Домінік знявся в кліпі Ріанни й Емінема на пісню «Love the Way You Lie».

## Нагороди та номінації
| Рік  | Нагороди              | Номінації                                                          |                                      | Примітки                   | Організації                                             | Результати |
| ---- | --------------------- | ------------------------------------------------------------------ | ------------------------------------ | -------------------------- | ------------------------------------------------------- | ---------- |
| 2015 | Canadian Screen Award | Best Science or Nature Documentary Program or Series               | «Дикі речі з Домініком Монаганом»    | Разом з іншими продюсерами | Canadian Screen Awards, CA                              | Номінація  |
| 2015 | Gold Panda            | Best Performance by an Actor in a Television Series                | «Код 100»                            |                            | Sichuan TV Festival                                     | Номінація  |
| 2014 | Primetime Emmy        | Outstanding Unstructured Reality Program                           | «Дикі речі з Домініком Монаганом»    | Разом з іншими продюсерами | Primetime Emmy Awards                                   | Номінація  |
| 2014 | OFTA Television Award | Best Host or Panelist in a Non-Fiction Program                     | «Дикі речі з Домініком Монаганом»    |                            | Online Film & Television Association                    | Номінація  |
| 2010 | People's Choice Award | Favorite On-Screen Team                                            | «Люди-Х: Росомаха»                   | Разом з іншими акторами    | People's Choice Awards, USA                             | Номінація  |
| 2007 | Gold Derby TV Award   | Ensemble of the Year                                               | «Загублені»                          | Разом з іншими акторами    | Gold Derby Awards                                       | Номінація  |
| 2007 | Golden Nymph          | Outstanding Actor — Drama Series                                   | «Загублені»                          |                            | Monte-Carlo TV Festival                                 | Номінація  |
| 2006 | Gold Derby TV Award   | Ensemble of the Year                                               | «Загублені»                          | Разом з іншими акторами    | Gold Derby Awards                                       | Номінація  |
| 2006 | Actor                 | Outstanding Performance by an Ensemble in a Drama Series           | «Загублені»                          | Разом з іншими акторами    | Screen Actors Guild Awards                              | Перемога   |
| 2005 | Saturn Award          | Best Supporting Actor on Television                                | «Загублені»                          |                            | Academy of Science Fiction, Fantasy & Horror Films, USA | Номінація  |
| 2005 | Prism Award           | Performance in a Drama Series Storyline                            | «Загублені»                          |                            | Prism Awards                                            | Номінація  |
| 2004 | Critics Choice Award  | Best Acting Ensemble                                               | «Володар перснів: Повернення короля» | Разом з іншими акторами    | Broadcast Film Critics Association Awards               | Перемога   |
| 2004 | Gold Derby Award      | Ensemble Cast                                                      | «Володар перснів: Повернення короля» | Разом з іншими акторами    | Gold Derby Awards                                       | Перемога   |
| 2004 | PFCS Award            | Best Ensemble Acting                                               | «Володар перснів: Повернення короля» | Разом з іншими акторами    | Phoenix Film Critics Society Awards                     | Номінація  |
| 2004 | Actor                 | Outstanding Performance by a Cast in a Motion Picture              | «Володар перснів: Повернення короля» | Разом з іншими акторами    | Screen Actors Guild Awards                              | Перемога   |
| 2003 | ACCA                  | Best Cast Ensemble                                                 | «Володар перснів: Повернення короля» | Разом з іншими акторами    | Awards Circuit Community Awards                         | Перемога   |
| 2003 | DVDX Award            | Best Audio Commentary (New for DVD)                                | «Володар перснів: Дві вежі»          | Разом з іншими акторами    | DVD Exclusive Awards                                    | Номінація  |
| 2003 | Gold Derby Award      | Ensemble Cast                                                      | «Володар перснів: Дві вежі»          | Разом з іншими акторами    | Gold Derby Awards                                       | Номінація  |
| 2003 | NBR Award             | Best Acting by an Ensemble                                         | «Володар перснів: Повернення короля» | Разом з іншими акторами    | National Board of Review, USA                           | Перемога   |
| 2003 | OFCS Award            | Best Ensemble                                                      | «Володар перснів: Дві вежі»          | Разом з іншими акторами    | Online Film Critics Society Awards                      | Перемога   |
| 2003 | PFCS Award            | Best Acting Ensemble                                               | «Володар перснів: Дві вежі»          | Разом з іншими акторами    | Phoenix Film Critics Society Awards                     | Перемога   |
| 2003 | Actor                 | Outstanding Performance by the Cast of a Theatrical Motion Picture | «Володар перснів: Дві вежі»          | Разом з іншими акторами    | Screen Actors Guild Awards                              | Номінація  |
| 2002 | ACCA                  | Best Cast Ensemble                                                 | «Володар перснів: Дві вежі»          | Разом з іншими акторами    | Awards Circuit Community Awards                         | Номінація  |
| 2002 | Empire Award          | Best Debut                                                         | «Володар перснів: Хранителі Персня»  | Разом з Біллі Бойдом       | Empire Awards, UK                                       | Номінація  |
| 2002 | PFCS Award            | Best Acting Ensemble                                               | «Володар перснів: Хранителі Персня»  | Разом з іншими акторами    | Phoenix Film Critics Society Awards                     | Перемога   |
| 2002 | Actor                 | Outstanding Performance by the Cast of a Theatrical Motion Picture | «Володар перснів: Хранителі Персня»  | Разом з іншими акторами    | Screen Actors Guild Awards                              | Номінація  |
| 2001 | ACCA                  | Best Cast Ensemble                                                 | «Володар перснів: Хранителі Персня»  | Разом з іншими акторами    | Awards Circuit Community Awards                         | Перемога   |